# Toccata, adagio et fugue BWV 564

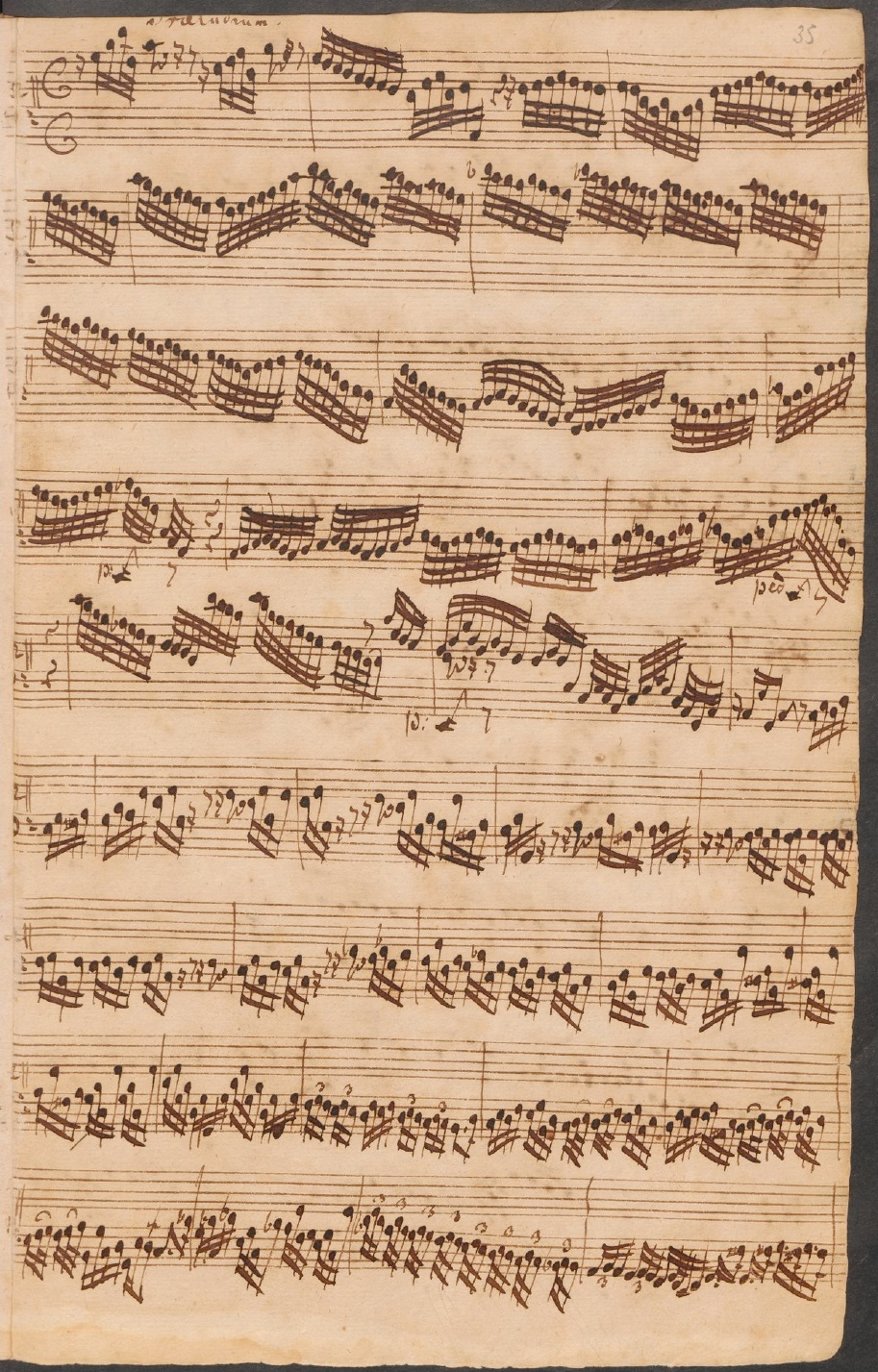
Partition de la toccata.

La Toccata, Adagio et Fugue en do majeur BWV 564 est une œuvre de jeunesse de Jean-Sébastien Bach (1685-1750) écrite pour l'orgue, composée aux alentours de 1710-1717. Certaines similitudes sont observables avec d'autres toccatas composées à la même époque, telles que BWV 538, BWV 540, et d'autres.

## Description

### La toccata
Elle est signée par un départ musclé et très rapide en triple-croche de la part de l'auteur. Dès le début, on trouve des silences pesants, mais rapidement, les triples-croches s'enchaînent sur 7 portées. Au départ on retrouve une ascendance de la mélodie, mais rapidement on passe dans une mélodie descendante (à partir de la portée 4) de 3 octaves pour ensuite remonter à partir de la portée 6 jusqu'à son arrêt momentané par un do bref et puissant de la part de la pédale. De nouveau, après un court silence, les triples-croches permettent de jouer une certaine lourdeur musicale sur 9 notes en tout, 3 par 3, pour finir par un do bref aussi. Enfin Bach nous montre la descendance de la mélodie par des triples-croches rapides et longs (1 octave) avec encore une fois la tonique jouée à la pédale permettant ainsi de finir les triples-croches d'une façon anarchique et désarticulée, mais calculée de la part de Bach finissant sur un do.
Vient ensuite la partie solo de la part des pédales. Ce fut la première fois qu'on retrouvait une introduction aussi longue avec les pédales, montrant ainsi la volonté d'innovation de la part de Bach. Sur 19 portées, la mélodie continue à être jouée en double croche, ponctuée souvent par de pesants silences.
S'ensuit ensuite le retour du clavier avec les pédales, jouant la toccata d'une façon merveilleuse, avec un thème répétitif et bien soudé.

### Adagio
Le deuxième mouvement est en deux sections, marquées pour l'une Adagio et l'autre Grave. L'insertion d'un lent mouvement central dans une œuvre pour orgue de Bach était inhabituel, même si des traces de cette idée se retrouvent dans d'autres œuvres de la même période : par exemple, un début de version dans le Prélude et Fugue en ut majeur, BWV 545, contient un lent Trio, qui a été retiré de la version finale, mais a trouvé son chemin dans l'une des sonates en trio à l'orgue finale, BWV 529. L'Adagio est une mélodie faite de phrases courtes, caractéristiques des débuts de Bach.

### La fugue
On peut la considérer comme le centre de BWV 564, cette fugue est en 6/8. Elle commence par « l'annonce » du thème, ce dernier étant répété plusieurs fois au cours de l'œuvre et à différentes hauteurs, permettant ainsi un « dialogue » avec le sujet. La fin de la Fugue est marquée par un solo du pédalier en mélodie descendante, suivie d'une rapide en triples-croches de la part du clavier. Enfin le clavier entame une lente descente de 2 octaves vers la tonique, avec un do maintenu au pied d'une façon intensive.

## Influences
La BWV 564 a influencé plusieurs compositeurs à la fois durant la vie de Bach et après sa mort. Johann Ludwig Krebs, élève de Bach, imite le travail dans son Prélude et Fugue en ut majeur (en laissant de côté, cependant, le mouvement lent), alors qu'au XXe siècle, Ferruccio Busoni a publié une transcription de BWV 564 pour piano (1900, l'une des nombreuses transcriptions de Bach par le même auteur), et ce travail a influencé la propre Toccata pour piano de Busoni (1920).